# Don't Stop (蔡依林のアルバム)
『Don't Stop』（ドント・ストップ）は、台湾の歌手蔡依林（ジョリン・ツァイ）の2枚目のオリジナルアルバムである。2000年4月26日に台湾のユニバーサルミュージックより発売された。主な収録曲は「Don't Stop」、「你快樂嗎」、「什麼様的愛」、「You Gotta Know」、「嗨」、「孤單的人總説無所謂」など。楽曲「Don't Stop」とは、イギリスのダンスグループS Club 7の代表曲「Bring It All Back」をカバーしたものである。

## 収録曲
1. Don't Stop
2. 你快樂嗎/Are You Happy
3. 什麼様的愛/What Kind of Love
4. You Gotta Know
5. 永恆/Eternity
6. 嗨/Everything's Gonna Be Alright
7. 孤單的人總説無所謂/Words of Loneliness
8. 飄浮/Floating
9. 唱這首歌/Love Song for You
10. Sugar Sugar